# افلوکساسین
افلوکساسین (به انگلیسی: Ofloxacin) یک آنتی‌بیوتیک کینولون است که برای درمان شماری از عفونت‌های باکتریایی به کار می‌رود.این دارو از دو طریق دهان یا تزریق داخل ورید مصرف می‌شوند. موارد درمانی آن را می‌توان شامل سینه‌پهلو، سلولیت، عفونت‌های ادراری، پروستاتیت، آفت و انواع خاصی از اسهال عفونی دانست. سایر کاربردها این دارو می‌تواند همراه با سایر داروها، در درمان سل مقاوم نیز استفاده شود. از این دارو در صورت وجود سوراخ در طبل گوش، ممکن است از قطره چشم برای عفونت باکتریایی سطحی چشم و از قطره گوش برای اوتیت میانی استفاده شود.
افلوکساسین در سال ۱۹۸۰ ثبت اختراع شد و در سال ۱۹۸۵ مورد استفاده پزشکی قرار گرفت. این دارو در فهرست داروهای ضروری سازمان بهداشت جهانی قرار دارد. افلوکساسین به عنوان یک داروی عمومی در دسترس است. در سال ۲۰۱۷، این دارو با بیش از یک میلیون نسخه، ۲۷۸مین داروی رایج تجویز شده در ایالات متحده بوده‌است.

## طریقه مصرف
هنگامی که از طریق دهان مصرف می‌شود، عوارض جانبی شایع شامل استفراغ، اسهال، سردرد و بثورات پوستی را نیز با خود به همراه دارد. دیگر عوارض جانبی جدی شامل پارگی تاندون، بی‌حسی ناشی از آسیب عصبی، تشنج و روان‌پریشی است. استفاده در بارداری معمولاً توصیه نمی‌شود. افلوکساسین در خانواده داروهای فلوروکینولون است. با تداخل در دی‌ان‌ای باکتری کار می‌کند.
نامهای تجارتی: Floxin - Loflox -Ofloxacin.Exir - Ofloxir
رده درمانی: پادزیست (آنتی‌بیوتیک).
رده فارماکولوژیک: مشتقات کینولونها (فلوروکینولون)
اشکال دارویی: قرص روکش‌دار (Film Coated) در اندازه‌های: ۲۰۰، ۳۰۰ و ۴۰۰ میلی‌گرمی (نوع ۱۰۰ میلی‌گرمی آن نیز وجود داشت)، قطرهٔ گوشی ۰٫۳ درصد.

## مکانیسم اثر
تمامی فلوروکینولونها، ساخت DNA توسط باکتری را مختل و مهار می‌کنند. بدین ترتیب فلوروکینولون‌ها در برابر ارگانیسم‌های حساس اثر باکتریسیدی دارند.

## موارد مصرف
1. درمان عفونتهای خفیف تا متوسط دستگاه ادراری ناشی از میکروارگانیسم‌های حساس.
2. درمان اسهالهای عفونی ناشی از میکروارگانیسم‌های حساس.
3. درمان عفونت‌های تنفسی خفیف تا متوسط
4. درمان عفونت‌های استخوان و مفاصل.
5. درمان عفونت‌های شدید دستگاه ادراری.

- فارماکولوژی کاتزونگ: فلوروکینولون‌ها در درمان عفونتهای مجاری ادراری-تناسلی و گوارشی که توسط ارگانیسم‌های گرم منفی مانند: گنوکوکها، اشریشیا کلی، کلبسیلا پنومونیه، کامپیلوباکتر ژژونی، انتروباکتر، سودوموناس ایروژینوزا، سالمونلا و شیگلا ایجاد می‌شوند، به کار می‌روند. همچنین در درمان عفونتهای مجاری هوایی و پوست و بافت نرم نیز مؤثر می‌باشند.

اوفلوکساسین همانند سیپروفلوکساسین به صورت تک دوز، خوراکی به عنوان جایگزین سفالوسپورینهای نسل سوم، به کار می‌روند.
طریقه مصرف: با معده پر یا با معده خالی هر ۱۲ ساعت یک عدد قرص

## طریقه مصرف
- در عفونت‌های خفیف تا متوسط دستگاه ادراری:

بالغین: ۲۰۰ تا ۴۰۰ میلی‌گرم، به صورت خوراکی، دو بار در روز تجویز می‌شود.
- در اسهال عفونی، عفونت‌های تنفسی خفیف تا متوسط، عفونت‌های استخوان و مفاصل و عفونت‌های شدید دستگاه ادراری

بالغین:۴۰۰ تا ۸۰۰ میلی‌گرم، از راه خوراکی، دو بار در روز تجویز می‌شود.

## موارد منع مصرف
- حساسیت مفرط نسبت به کینولون‌ها.
- در کودکان کمتر از ۱۸ سال
- در موارد اختلال دستگاه عصبی مرکزی، صرع (اپی لپسی) و آرتریواسکلروز عروق مغزی، باید از این دارو با احتیاط استفاده کرد.

1. نکته‌ای از کاتزونگ: از آنجا که راه عمدهٔ دفع فلوروکینولون‌ها از طریق کلیه و بوسیلهٔ ترشح فعال توبول می‌باشد، بنابراین در صورت وجود اختلال در عملکرد کلیه، کاهش دادن دوز دارو الزامی است. ضمناً ترشح توبولی این دارو می‌تواند با پروبنیسید (پروبنسید) مهار گردد.

## عوارض جانبی
- در دستگاه اعصاب مرکزی: سردرد، سرگیجه، بی خوابی، کابوسهای شبانه، توهمات، ترمور، آتاکسی، تشنج، لتارژی، خواب آلودگی، خستگی، بی اشتهایی، ترس، افسردگی، پارستزی
- در دستگاه قلب و عروق: تپش قلب، فلوتر دهلیزی، اکتوپی بطنی، سنکوپ، هیپرتانسیون، آنژین صدری، آنفارکتوس میوکارد، ایست قلبی ریوی، ترومبوز مغزی
- در پوست: راش پوستی، کهیر، خارش، حساسیت به نور، برافروختگی، کاندیدیازیس، اریتم نودوزوم
- در دستگاه گوارش: تهوع، اسهال، استفراغ، خشکی دهان، یبوست، دیسفاژی، پارگی روده، احساس طعم نامطبوع در دهان
- در کلیه: مسمومیت کلیه
- در سایر دستگاه‌ها: درد مفصلها، درد پشت، ادم لارنژیال، تنگی نفس